# Aulus Terenci Varró Murena
|  | No s'ha de confondre amb Aulus Terenci Varró Murena (pompeià). |

Aulus Terenci Varró Murena (llatí: Aulus Terentius Varro Murena) va ser un militar i polític romà del segle i aC. Era probablement fill de Luci Licini Murena, però va ser adoptat per Aulus Terenci Varró i en va prendre el nom.
Sembla que va perdre les seves propietats a les guerres civils i l'eques romà Gai Proculeu, que probablement era un cosí seu, un fill de Gai Licini Murena adoptat per un Proculeu, i molt amic d'August, li va donar una part de la seva pròpia hisenda. Proculeu és anomenat "germà" de Varró Murena, però entre els romans es confonien els cosins i els germans (frater patruelis, i frater)
L'any 25 aC August el va enviar contra els salasses als Alps, i els va sotmetre. Els mascles van ser venuts com a esclaus i el territori donat en bona part als soldats pretorians que van fundar la ciutat d'Augusta, la moderna Aosta, a la província d'Aosta, una de les vuit divisions del domini continental del rei de Sardenya.
L'any 23 aC va ser nomenat cònsol sufecte. El 22 aC es va embolicar en la conspiració de Fanni Cepió contra August i va ser jutjat, condemnat a mort i executat tot i la intercessió de Proculeu i de Terència, la germana de Murena, que estava casada amb Mecenàs, que era també molt amic d'August.
Dió Cassi parla de la mort de Murena, però l'anomena Licini Murena, tot i que abans el menciona com a Aulus Terenci Varró. Horaci, de qui era amic, li va donar alguns consells sobre com s'havia de comportar amb August, que no va seguir.